# استودیوکانال
استودیوکانال (انگلیسی: StudioCanal) یک شرکت فیلم‌سازی در پاریس، فرانسه است.
این شرکت که در سال ۱۹۸۸ میلادی تأسیس شده‌است وابسته به گروه کانال+ می‌باشد و در زمینه تولید و توزیع فیلم‌های سینمایی فعالیت می‌کند.

## فیلم‌شناسی

### دهه ۱۹۹۰
| عنوان                            | تاریخ انتشار    | توضیحات                                                          |
| -------------------------------- | --------------- | ---------------------------------------------------------------- |
| جی‌اف‌کی                           | ۲۰ دسامبر ۱۹۹۱  | همکاری با برادران وارنر نامزد جایزه اسکار بهترین فیلم            |
| The Mambo Kings                  | ۲۸ فوریه ۱۹۹۲   | همکاری با برادران وارنر.                                         |
| خاطرات مردی نامرئی               | ۲۸ فوریه ۱۹۹۲   | همکاری با برادران وارنر.                                         |
| The Power of One                 | ۲۷ مارس ۱۹۹۲    | همکاری با برادران وارنر.                                         |
| The Vagrant                      | ۱۵ مه ۱۹۹۲      | همکاری با مترو گلدوین مایر                                       |
| ماه تلخ                          | ۲۳ سپتامبر ۱۹۹۲ | همکاری با نیو لاین سینما                                         |
| Under Siege                      | ۹ اکتبر ۱۹۹۲    | همکاری با برادران وارنر.                                         |
| آسیب                             | ۹ دسامبر ۱۹۹۲   | همکاری با نیو لاین سینما                                         |
| رؤیای آریزونا                    | ۶ ژانویه ۱۹۹۳   | همکاری با برادران وارنر.                                         |
| سامرزبای                         | ۵ فوریه ۱۹۹۳    | همکاری با برادران وارنر.                                         |
| فروپاشی                          | ۲۶ فوریه ۱۹۹۳   | همکاری با برادران وارنر.                                         |
| Made in America                  | ۲۸ مه ۱۹۹۳      | همکاری با برادران وارنر.                                         |
| ویلی آزاد                        | ۱۶ ژوئیه ۱۹۹۳   | همکاری با برادران وارنر.                                         |
| That Night                       | ۲۷ اوت ۱۹۹۳     | همکاری با برادران وارنر.                                         |
| بهشت و زمین                      | ۲۵ دسامبر ۱۹۹۳  | همکاری با برادران وارنر.                                         |
| استارگیت                         | ۲۸ اکتبر ۱۹۹۴   | همکاری با مترو گلدوین مایر                                       |
| Murder in the First              | ۲۰ ژانویه ۱۹۹۵  | همکاری با برادران وارنر.                                         |
| Free Willy 2: The Adventure Home | ۱۹ ژوئیه ۱۹۹۵   | همکاری با برادران وارنر.                                         |
| کرینگتون                         | ۲۲ سپتامبر ۱۹۹۵ | همکاری با Gramercy Pictures                                      |
| ترک لاس وگاس                     | ۲۷ اکتبر ۱۹۹۵   | همکاری با مترو گلدوین مایر                                       |
| Cutthroat Island                 | ۲۲ دسامبر ۱۹۹۵  | همکاری با مترو گلدوین مایر                                       |
| Free Willy 3: The Rescue         | ۸ اوت ۱۹۹۷      | همکاری با برادران وارنر.                                         |
| کوندان                           | ۲۵ دسامبر ۱۹۹۷  | همکاری با تاچ‌استون پیکچرز                                        |
| ابلهان                           | ۲۰ مه ۱۹۹۸      | همکاری با فوکس فیچرز                                             |
| الیزابت                          | ۸ سپتامبر ۱۹۹۸  | همکاری با Gramercy Pictures نامزد Academy Award for Best Picture |
| گوست داگ: سلوک سامورایی          | ۱۸ مه ۱۹۹۹      | همکاری با آرتیسان اینترتیمنت                                     |
| داستان استریت                    | ۲۱ مه ۱۹۹۹      | همکاری با والت دیزنی پیکچرز                                      |
| ناتینگ هیل                       | ۲۸ مه ۱۹۹۹      | همکاری با یونیورسال استودیوز                                     |
| دروازه نهم                       | ۲۵ اوت ۱۹۹۹     | همکاری با آرتیسان اینترتیمنت                                     |
| Season's Beatings                | ۲۴ نوامبر ۱۹۹۹  |                                                                  |

### دهه ۲۰۰۰
| عنوان                                 | تاریخ انتشار    | توضیحات                                                               |
| ------------------------------------- | --------------- | --------------------------------------------------------------------- |
| Bruiser                               | ۱۳ فوریه ۲۰۰۰   |                                                                       |
| یو-۵۷۱                                | ۲۱ آوریل ۲۰۰۰   | همکاری با یونیورسال استودیوز                                          |
| Cecil B. Demented                     | ۱۱ اوت ۲۰۰۰     | همکاری با آرتیسان اینترتیمنت                                          |
| مردی که گریست                         | ۲ سپتامبر ۲۰۰۰  | همکاری با یونیورسال استودیوز                                          |
| وزن آب                                | ۹ سپتامبر ۲۰۰۰  | همکاری با لاینزگیت                                                    |
| بیلی الیوت                            | ۲۸ سپتامبر ۲۰۰۰ | همکاری با یونیورسال استودیوز                                          |
| اعداد شانس                            | ۲۷ اکتبر ۲۰۰۰   | همکاری با پارامونت پیکچرز                                             |
| Murderous Maids                       | ۲۲ نوامبر ۲۰۰۰  |                                                                       |
| ای برادر، کجایی؟                      | ۲۲ دسامبر ۲۰۰۰  | همکاری با یونیورسال استودیوز (International) and تاچ‌استون پیکچرز (US) |
| گل‌های هریسون                          | ۲۴ ژانویه ۲۰۰۱  | همکاری با یونیورسال استودیوز                                          |
| Brotherhood of the Wolf               | ۳۱ ژانویه ۲۰۰۱  | همکاری با یونیورسال استودیوز                                          |
| خاطرات بریجت جونز                     | ۴ آوریل ۲۰۰۱    | همکاری با یونیورسال استودیوز                                          |
| جاده مالهالند                         | ۱۶ مه ۲۰۰۱      | همکاری با یونیورسال استودیوز                                          |
| ذات آدمی                              | ۱۸ مه ۲۰۰۱      | همکاری با نیو لاین سینما                                              |
| Bully                                 | ۱۵ ژوئن ۲۰۰۱    | همکاری با لاینزگیت                                                    |
| Brooklyn Babylon                      | ۱۷ اوت ۲۰۰۱     | همکاری با آرتیسان اینترتیمنت                                          |
| ماندولین کاپیتان کارولی               | ۱۷ اوت ۲۰۰۱     | همکاری با یونیورسال استودیوز                                          |
| لوسیا و سکس                           | ۲۴ اوت ۲۰۰۱     | همکاری با Palm Pictures                                               |
| Chasing Sleep                         | ۱۶ سپتامبر ۲۰۰۱ |                                                                       |
| Chaos                                 | ۳ اکتبر ۲۰۰۱    |                                                                       |
| مرگ طولانی                            | ۱۸ ژانویه ۲۰۰۲  | همکاری با فوکس فیچرز                                                  |
| 40 Days and 40 Nights                 | ۱ مارس ۲۰۰۲     | همکاری با یونیورسال استودیوز                                          |
| علی جی اینداهوس                       | ۲۲ مارس ۲۰۰۲    | همکاری با یونیورسال استودیوز                                          |
| درباره یک پسر                         | ۲۶ آوریل ۲۰۰۲   | همکاری با یونیورسال استودیوز                                          |
| همه یا هیچ                            | ۱۷ مه ۲۰۰۲      | همکاری با یونایتد آرتیستس                                             |
| برگشت‌ناپذیر                           | ۲۲ مه ۲۰۰۲      | همکاری با Mars Film Distribution                                      |
| پیانیست                               | ۲۴ مه ۲۰۰۲      | همکاری با یونیورسال استودیوز نامزد Academy Award for Best Picture     |
| The Red Siren                         | ۲۲ اوت ۲۰۰۲     | همکاری با Haut et Court                                               |
| گورو                                  | ۲۳ اوت ۲۰۰۲     | همکاری با یونیورسال استودیوز                                          |
| My Little Eye                         | ۱۰ سپتامبر ۲۰۰۲ | همکاری با یونیورسال استودیوز                                          |
| ند کلی                                | ۲۷ مارس ۲۰۰۳    | همکاری با یونیورسال استودیوز                                          |
| جانی اینگلیش                          | ۱۱ آوریل ۲۰۰۳   | همکاری با یونیورسال استودیوز                                          |
| The Shape of Things                   | ۹ مه ۲۰۰۳       | همکاری با یونیورسال استودیوز                                          |
| داگویل                                | ۱۹ مه ۲۰۰۳      | همکاری با لاینزگیت                                                    |
| در واقع عشق                           | ۷ نوامبر ۲۰۰۳   | همکاری با یونیورسال استودیوز                                          |
| شان می‌میرد                            | ۹ مارس ۲۰۰۴     | همکاری با یونیورسال استودیوز                                          |
| تمیز                                  | ۲۷ مارس ۲۰۰۴    | همکاری با Palm Pictures                                               |
| The Calcium Kid                       | ۳۰ آوریل ۲۰۰۴   | همکاری با یونیورسال استودیوز                                          |
| Riding Giants                         | ۲۱ ژوئیه ۲۰۰۴   | همکاری با سونی پیکچرز کلاسیکس                                         |
| Thunderbirds                          | ۲۳ ژوئیه ۲۰۰۴   | همکاری با یونیورسال استودیوز                                          |
| Intimate Strangers                    | ۳۰ ژوئیه ۲۰۰۴   | همکاری با Paramount Pictures                                          |
| ویمبلدون                              | ۱۷ سپتامبر ۲۰۰۴ | همکاری با Universal                                                   |
| نکته باریک                            | ۸ نوامبر ۲۰۰۴   | همکاری با یونیورسال استودیوز                                          |
| مترجم                                 | ۸ آوریل ۲۰۰۵    | همکاری با یونیورسال استودیوز                                          |
| غرور و تعصب                           | ۱۱ سپتامبر ۲۰۰۵ | همکاری با یونیورسال استودیوز                                          |
| ننی مک‌فی                              | ۲۱ اکتبر ۲۰۰۵   | همکاری با یونیورسال استودیوز                                          |
| یونایتد ۹۳                            | ۲۸ آوریل ۲۰۰۶   | همکاری با یونیورسال استودیوز                                          |
| Franklin and the Turtle Lake Treasure | ۶ سپتامبر ۲۰۰۶  | همکاری با اچ‌بی‌او                                                      |
| امپراتوری درون                        | ۶ سپتامبر ۲۰۰۶  | همکاری با 518 Media                                                   |
| شصت و شش                              | ۳ نوامبر ۲۰۰۶   | همکاری با First Independent Pictures                                  |
| آس‌های دودی                            | ۹ دسامبر ۲۰۰۶   | همکاری با یونیورسال استودیوز                                          |
| چوپان خوب                             | ۲۲ دسامبر ۲۰۰۶  | همکاری با یونیورسال استودیوز                                          |
| Son of Rambow                         | ۲۲ ژانویه ۲۰۰۷  | همکاری با Paramount Vantage                                           |
| پلیس خفن                              | ۱۴ فوریه ۲۰۰۷   | همکاری با یونیورسال استودیوز                                          |
| Gone                                  | ۹ مارس ۲۰۰۷     | همکاری با یونیورسال استودیوز                                          |
| تعطیلات مستر بین                      | ۲۴ مارس ۲۰۰۷    | همکاری با یونیورسال استودیوز                                          |
| تاوان                                 | ۲۹ اوت ۲۰۰۷     | همکاری با یونیورسال استودیوز نامزد Academy Award for Best Picture     |
| Sa majesté Minor                      | ۱۰ اکتبر ۲۰۰۷   |                                                                       |
| الیزابت: دوران طلایی                  | ۱۲ اکتبر ۲۰۰۷   | همکاری با Universal                                                   |
| قطعاً، شاید                            | ۱۴ فوریه ۲۰۰۸   | همکاری با یونیورسال استودیوز                                          |
| کودک وحشی                             | ۱۵ اوت ۲۰۰۸     | همکاری با یونیورسال استودیوز                                          |
| بخوان و بسوزان                        | ۲۷ اوت ۲۰۰۸     | همکاری با یونیورسال استودیوز                                          |
| راکنرولا                              | ۵ سپتامبر ۲۰۰۸  | همکاری با برادران وارنر.                                              |
| فراست/نیکسون                          | ۱۵ اکتبر ۲۰۰۸   | همکاری با یونیورسال استودیوز نامزد Academy Award for Best Picture     |
| The Boat That Rocked                  | ۱ آوریل ۲۰۰۹    | همکاری با یونیورسال استودیوز                                          |
| وضعیت فعلی                            | ۱۷ آوریل ۲۰۰۹   | همکاری با یونیورسال استودیوز                                          |
| The Soloist                           | ۲۴ آوریل ۲۰۰۹   | همکاری با Paramount Pictures                                          |
| کلویی                                 | ۱۳ سپتامبر ۲۰۰۹ | همکاری با Sony Pictures Classics                                      |
| One for the Road                      | ۲۳ سپتامبر ۲۰۰۹ | همکاری با Wild Bunch                                                  |
| سرباز جهانی: احیا                     | ۱ اکتبر ۲۰۰۹    |                                                                       |
| یک مرد جدی                            | ۲ اکتبر ۲۰۰۹    | همکاری با Focus Features نامزد Academy Award for Best Picture         |

### دهه ۲۰۱۰
| عنوان                                                               | تاریخ انتشار                    | توضیحات |
| ------------------------------------------------------------------- | ------------------------------- | --- |
| منطقه سبز                                                           | ۲۶ فوریه ۲۰۱۰                   | همکاری با یونیورسال استودیوز                                                                                      |
| ننی مک‌فی و بیگ بنگ                                                  | ۲۶ مارس ۲۰۱۰                    | همکاری با یونیورسال استودیوز                                                                                      |
| نوزادان                                                             | ۱۷ مه ۲۰۱۰                      | همکاری با یونیورسال استودیوز                                                                                      |
| A Turtle's Tale: Sammy's Adventures                                 | ۴ اوت ۲۰۱۰                      | |
| The Last Exorcism                                                   | ۲۷ اوت ۲۰۱۰                     | همکاری با Lionsgate Films                                                                                         |
| Senna                                                               | ۷ اکتبر ۲۰۱۰                    | همکاری با Universal                                                                                               |
| توریست                                                              | ۱۰ دسامبر ۲۰۱۰                  | همکاری با سونی پیکچرز                                                                                             |
| تیراناسور                                                           | ۲۱ ژانویه ۲۰۱۱                  | همکاری با Strand Releasing                                                                                        |
| ناشناس                                                              | ۱۸ فوریه ۲۰۱۱                   | همکاری با برادران وارنر.                                                                                          |
| Attack the Block                                                    | ۱۲ مارس ۲۰۱۱                    | همکاری با اسکرین جمز                                                                                              |
| بندزن خیاط سرباز جاسوس                                              | ۵ سپتامبر ۲۰۱۱                  | همکاری با یونیورسال استودیوز                                                                                      |
| جانی اینگلیش دوباره متولد می‌شود                                     | ۷ اکتبر ۲۰۱۱                    | همکاری با یونیورسال استودیوز                                                                                      |
| قاچاق                                                               | ۱۳ ژانویه ۲۰۱۲                  | همکاری با یونیورسال استودیوز                                                                                      |
| معجزه بزرگ                                                          | ۳ فوریه ۲۰۱۲                    | همکاری با یونیورسال استودیوز                                                                                      |
| The Dinosaur Project                                                | ۱۰ اوت ۲۰۱۲                     | |
| A Turtle's Tale 2: Sammy's Escape from Paradise                     | ۱۵ اوت ۲۰۱۲                     | |
| آنا کارنینا                                                         | ۷ سپتامبر ۲۰۱۲                  | همکاری با Focus Features                                                                                          |
| مکانی آن سوی کاج‌ها                                                  | ۷ سپتامبر ۲۰۱۲                  | همکاری با یونیورسال استودیوز                                                                                      |
| آخرین گشت                                                           | ۲۱ سپتامبر ۲۰۱۲                 | همکاری با اوپن رود فیلمز                                                                                          |
| پرواز                                                               | ۱۴ اکتبر ۲۰۱۲                   | همکاری با Paramount Pictures                                                                                      |
| سرباز جهانی: روز حساب                                               | ۲۵ اکتبر ۲۰۱۲                   | همکاری با Magnolia Pictures                                                                                       |
| راه راه بازگشت                                                      | ۲۱ ژانویه ۲۰۱۳                  | همکاری با فاکس قرن بیستم                                                                                          |
| I Give It a Year                                                    | ۸ فوریه ۲۰۱۳                    | همکاری با Magnolia Pictures                                                                                       |
| The Last Exorcism Part II                                           | ۲۸ فوریه ۲۰۱۳                   | همکاری با سی‌بی‌اس فیلمز                                                                                            |
| مرده شریر                                                           | ۸ مارس ۲۰۱۳                     | همکاری با ترایستار پیکچرز                                                                                         |
| حلقه بلینگ                                                          | ۱۵ مه ۲۰۱۳                      | همکاری با A24 Films                                                                                               |
| جوان و زیبا                                                         | ۱۶ مه ۲۰۱۳                      | |
| درون لوین دیویس                                                     | ۱۹ مه ۲۰۱۳                      | همکاری با سی‌بی‌اس فیلمز                                                                                            |
| ته دنیا                                                             | ۱۰ ژوئیه ۲۰۱۳                   | همکاری با یونیورسال استودیوز                                                                                      |
| Alan Partridge: Alpha Papa                                          | ۷ اوت ۲۰۱۳                      | همکاری با Magnolia Pictures                                                                                       |
| Mindscape                                                           | ۱۳ اکتبر ۲۰۱۳                   | همکاری با برادران وارنر.                                                                                          |
| Chinese Puzzle                                                      | ۱۶ اکتبر ۲۰۱۳                   | همکاری با یونیورسال استودیوز                                                                                      |
| The Hundred-Year-Old Man Who Climbed Out the Window and Disappeared | ۲۵ دسامبر ۲۰۱۳                  | همکاری با استودیو سینمایی والت دیزنی                                                                              |
| پلیس آهنی                                                           | ۳۰ ژانویه ۲۰۱۴                  | |
| ۷۱                                                                  | ۷ فوریه ۲۰۱۴                    | |
| بدون توقف                                                           | ۲۸ فوریه ۲۰۱۴                   | همکاری با Universal                                                                                               |
| The Two Faces of January                                            | ۱۶ آوریل ۲۰۱۴                   | همکاری با یونیورسال استودیوز                                                                                      |
| Elle l'adore                                                        | ۱۸ ژوئن ۲۰۱۴                    | |
| The House of Magic                                                  | ۲۵ ژوئیه ۲۰۱۴                   | |
| قبل از اینکه به خواب بروم                                           | ۴ سپتامبر ۲۰۱۴                  | همکاری با فاکس قرن بیستم                                                                                          |
| بازی تقلید                                                          | ۲۱ نوامبر ۲۰۱۴                  | همکاری با واینستین کمپانی نامزد Academy Award for Best Picture                                                    |
| پدینگتون                                                            | ۱۲ دسامبر ۲۰۱۴                  | همکاری با واینستین کمپانی                                                                                         |
| شان گوسفند                                                          | ۶ فوریه ۲۰۱۵                    | همکاری با لاینزگیت شرکت تولیدی آردمن انیمیشن Nominee of جایزه اسکار بهترین فیلم پویانمایی                         |
| The Gunman                                                          | ۲۰ مارس ۲۰۱۵                    | همکاری با اوپن رود فیلمز                                                                                          |
| کارول                                                               | ۱۷ مه ۲۰۱۵ جشنواره فیلم کن ۲۰۱۵ | همکاری با StudioCanal and واینستین کمپانی. Production companies Number 9 Films · Killer Films · Film4 Productions |
| مرد باش                                                             | ۲۹ مه ۲۰۱۵                      | |
| ما دوستان تو هستیم                                                  | ۲۸ اوت ۲۰۱۵                     | همکاری با برادران وارنر.                                                                                          |
| افسانه                                                              | ۹ سپتامبر ۲۰۱۵                  | همکاری با یونیورسال استودیوز                                                                                      |
| Blinky Bill the Movie                                               | ۱۷ سپتامبر ۲۰۱۵                 | همکاری با کارخانه فریاد! شرکت تولیدی Flying Bark Productions                                                      |
| مکبث                                                                | ۲ اکتبر ۲۰۱۵                    | همکاری با The Weinstein Company                                                                                   |
| طرح                                                                 | ۱۶ اکتبر ۲۰۱۵                   | همکاری با Momentum Pictures                                                                                       |
| جوانی                                                               | ۲۹ ژانویه ۲۰۱۶                  | همکاری با فاکس سرچلایت پیکچرز                                                                                     |
| شیرجه                                                               | ۱۲ فوریه ۲۰۱۶                   | همکاری با Fox Searchlight Pictures                                                                                |
| جشن ملی فرانسه                                                      | ۲۲ آوریل ۲۰۱۶                   | همکاری با Focus Features                                                                                          |
| شوالیه جام‌ها                                                        | ۶ مه ۲۰۱۶                       | همکاری با Broad Green Pictures                                                                                    |
| ما خائنیم                                                           | ۱ ژوئیه ۲۰۱۶                    | همکاری با Roadside Attractions                                                                                    |
| Swallows and Amazons                                                | ۱۹ اوت ۲۰۱۶                     | |
| اگر سنگ از آسمان ببارد                                              | ۲۶ اوت ۲۰۱۶                     | همکاری با لاینزگیت                                                                                                |
| Paddington 2                                                        | ۱۲ نوامبر ۲۰۱۷                  | همکاری با واینستین کمپانی                                                                                         |
| The Mercy                                                           | ۲۰۱۷                            | |
| انسان‌های نخستین                                                     | ۲۶ ژانویه ۲۰۱۸                  | شرکت تولیدی آردمن انیمیشن                                                                                         |
| شان گوسفند                                                          | January 18,2019                 | شرکت تولیدی آردمن انیمیشن                                                                                         |